# Самюель Ето'о
Самуе́ль Ето'о́ Фіс (фр. Samuel Eto'o Fils, нар. 10 березня 1981, Дуала, Камерун) — камерунський функціонер та тренер, в минулому футболіст, нападник, відомий виступами за низку провідних європейських клубних команд та збірну Камеруну. Один із найкращих нападників в історії африканського футболу. Найкращий бомбардир в історії Кубка африканських націй та в історії збірної Камеруну.

## Клубна кар'єра

### «Реал Мадрид»
У 1997 році Ето'о приєднався до клубу «Реал Мадрид». Він став гравцем резерву, і не мав права брати участь в офіційних іграх, оскільки резервна команда «Реалу» перебувала на той момент у лізі, де було заборонено заявляти на матч гравців з країн, що не входили до ЄС. Тому протягом декількох років Ето'о перебував у різних клубах на правах оренди.

### «Мальорка»
Він добре зарекомендував себе у виступах за «Мальорку», клубом було прийнято рішення викупити Самуеля у «Реала». Ето'о виправдав очікування власників клубу: на момент переходу в «Барселону» влітку 2004 йому належав рекорд за кількістю голів, забитих за «Мальорку» у першості Іспанії.

### «Барселона»
Дебютував у новому клубі Самуель 29 серпня 2004 року. В цьому поєдинку з клубом «Расинг» в матчі першого туру Ла Ліги 2004/05 він забив свій перший м'яч за клуб, а матч закінчився з рахунком 2:0. В кінці сезону «Барселона» стала переможцем чемпіонату і Суперкубку Іспанії.
У наступному сезоні Самюель був у відмінній спортивній формі і показував високі результати. 2 листопада 2005 року «Барселона» переграла грецький клуб «Панатінаїкос» (5:0). У цьому матчі Ето'о зробив свій перший хет-трик за клуб. Він став найкращим нападником чемпіонату, потрапив в символічну збірну Африканського кубку (також став кращим нападником цього турніру), в символічну збірну FIFPro, також потрапив до збірної року за версією FIFA. Крім цього, його визнали найкращим нападником Ліги чемпіонів 2005/06. У цьому сезоні «Барселона» повторила успіх сезону 2004/05 в Чемпіонаті і Суперкубку Іспанії, а також виграла Лігу чемпіонів.
Сезон 2006/07 був не дуже успішний і для Самюеля і для його клубу. Футболіст отримував багато травм, довго лікувався і так і не проявив себе на полі нічим видатним. «Барселона» не виграла жодного турніру.
На початку сезону 2007/08 Самюель отримав чергову травму і зміг грати тільки в другій половині року. З його допомогою «Барселона» скоротила відрив від «Реала» по ходу чемпіонату. Однак в цьому сезоні «Реал» став чемпіоном. У Лізі чемпіонів каталонці дійшли до півфіналу, де програли «Манчестер Юнайтед».
Влітку 2008 року в «Барселону» прийшов новий тренер — Жузеп Гвардіола. Ето'о не зміг знайти спільну мову з ним і Гвардіола вирішив, що клубу пора розлучитися з камерунським футболістом, а також з Роналдіньо і Деку. Останні два покинули клуб в тому ж році, проте Самюель ще сезон відіграв у складі команди. Він став вдалим для клубу, Ето'о був важливою фігурою поряд з Мессі і Анрі.
Влітку 2009 року, після 5 років гри в «Барселоні», Самюель Ето'о покинув цей клуб.

### «Інтернаціонале»
Наприкінці липня 2009 року після довгих переговорів з приводу обміну Златана Ібрагімовича  на Самюеля Ето'о, які провели Массімо Моратті і Жоан Лапорта, Самюель підписав контракт на 5 років з «Інтернаціонале», а Ібрагімович перейшов в «Барселону». При цьому «Барселона» ще й доплатила 46 мільйонів євро. 8 серпня відбувся дебют Ето'о за «Інтер» в матчі Суперкубку країни проти «Лаціо». У цьому поєдинку він забив свій перший гол за цей клуб, однак команда все рівно програла з рахунком 1:2. 29 жовтня відбулася гра з «Палермо», в якій Самюель забив два м'ячі у ворота суперника і тим самим приніс перемогу своєму клубу з рахунком 5:3. 24 березня, також забивши два м'ячі, він допомагає команді виграти у «Ліворно» — 3:0. Підсумком першого сезону в «Інтері» став клубний хет-трик: команда виграла чемпіонат Італії, Кубок Італії і Лігу чемпіонів. Ето'о при цьому виходив на поле в амплуа лівого крайнього півзахисника.
21 серпня 2010 року в матчі проти «Роми» в розіграші Суперкубка Італії Самюель забив два м'ячі і приніс перемогу своєму клубу. Гра закінчилася з рахунком 3:1. Весь цей сезон Ето'о регулярно забивав дублі: 19 вересня в матчі проти «Палермо» (2:1), 22 вересня — «Барі» (4:0), 20 жовтня — «Тоттенхем Готспур» (4:3), 12 січня — «Дженоа» (3:2), 15 січня — «Болоньї» (4:1), 6 лютого — «Ромі» (5:3), 6 березня — в ворота «Дженоа» (5:2) і ще один дубль 29 травня в фіналі Кубку Італії проти «Палермо» (3:1). Був і хет-трик: 29 вересня в матчі Ліги чемпіонів проти «Вердера» (4:0). 19 грудня 2010 року Самюель побив рекорд Педро, ставши першим футболістом в світі, який зумів за сезон відзначитися в 7 турнірах. Він забивав м'ячі в чемпіонаті Італії, Кубку і Суперкубку цієї країни, Лізі чемпіонів, на чемпіонаті світу в ПАР, Кубку африканських націй і клубному чемпіонаті світу.

### «Анжі»
У липні 2011 року махачкалинський «Анжі» запропонував Ето'о зарплату 22 мільйони євро за сезон. Ето'о відмовився, оскільки  хотів виграти Лігу чемпіонів, а «Анжі» туди не потрапив. Проте через місяць з'явилася інформація, що футболіст може опинитися в російському клубі, який запропонував 29 мільйонів євро за трансфер і контракт на 28,8 мільйона євро в рік. 23 серпня було оголошено, що камерунець погодився з умовами «Анжі». Наступного дня він підписав контракт на 3 роки з махачкалинським клубом.
Дебют відбувся в чемпіонаті Росії в матчі з «Ростовом». Самюель вийшов на заміну на 58-й хвилині матчу і через 22 хвилини забив гол з передачі Юрія Жиркова.
У «Анжі» Ето'о зробив п'ять дублів: 26 липня 2012 року в гостьовому матчі з угорським «Гонведом», 10 серпня 2012 — у матчі-відповіді третього раунду Ліги Європи проти «Вітесса», 26 серпня 2012 — у 6-му турі Російської прем'єр-ліги проти «Мордовії», а 16 вересня 2012 — у 8-му турі Російської прем'єр-ліги проти «Краснодара», 4 жовтня 2012 — у матчі Ліги Європи проти швейцарського «Янг Бойз».

### «Челсі»
Влітку 2013 року в махачкалінському «Анжі» відбулася «зміна вектора розвитку», в результаті якої ряд високооплачуваних футболістів покинули клуб. У кінці серпня 2013 року Ето'о перейшов в лондонський «Челсі» разом зі своїм одноклубником Вілліаном. Сума трансферу склала близько 2 млн фунтів. Дебютував в матчі з «Евертоном», де Челсі програв 1:0. Перший гол за новий клуб забив у матчі з «Кардіфф Сіті». 6 листопада оформив дубль в матчі Ліги Чемпіонів проти «Шальке». 29 грудня 2013 забив гол і приніс своїй команді перемогу в матчі з «Ліверпулем», який закінчився з рахунком 2:1. 19 січня 2014 оформив хет-трик у ворота «Манчестер Юнайтед» (3:1).

### «Евертон»
26 серпня 2014 року було оголошено про те, що Ето'о підписав дворічний контракт з «Евертоном». 30 серпня 2014 року футболіст дебютував у складі «Евертона», вийшовши на заміну в матчі проти «Челсі», і забив гол у ворота свого колишнього клубу. Всього в «Евертоні» камерунець зіграв 20 матчів і забив 4 м'ячі.

### «Сампдорія»
27 січня 2015 року підписав на 2,5 роки з італійським клубом «Сампдорія». У Серії А сезону 2014/15 зіграв за новий клуб 18 матчів і забив два м'ячі. Уже влітку 2015 року Ето'о залишив «Сампдорію».

### «Антальяспор»
25 червня 2015 року підписав 3-річний контракт з турецьким клубом «Антальяспор». 15 серпня вперше вийшов на поле в матчі чемпіонату Туреччини і забив два м'ячі в переможній грі проти клубу «Істанбул ББ» (3:2). Забив 13 м'ячів у перших 15 іграх сезону. У грудні виконував обов'язки граючого тренера після звільнення Юсуфа Шимшека.
У січні 2016 року головним тренером клубу став 50-річний португалець Жозе Мораіш, відомий по роботі асистентом у «Порту», «Інтері», «Реал Мадрид», «Челсі», де він неодноразово перетинався з Ето'о.

### Завершення кар'єри
Частину 2018 року провів у «Коньяспорі», а в серпні того ж року став гравцем клубу «Катар СК».

## Національна збірна
У складі національної збірної Ето'о став чемпіоном Олімпіади 2000 та двічі чемпіоном Кубка африканських націй.

## Статистика виступів

### Статистика клубних виступів
| Сезон                      | Команда                    | Чемпіонат                  | Чемпіонат | Чемпіонат | Національний кубок | Національний кубок | Національний кубок | Континентальні кубки | Континентальні кубки | Континентальні кубки | Інші змагання | Інші змагання | Інші змагання | Усього | Усього | Усього |
| Сезон                      | Команда                    | Ліга                       | Ігор      | Голів     | Ліга               | Ігор               | Голів              | Ліга                 | Ігор                 | Голів                | Ліга          | Ігор          | Голів         | Ігор   | Голів  |        |
| -------------------------- | -------------------------- | -------------------------- | --------- | --------- | ------------------ | ------------------ | ------------------ | -------------------- | -------------------- | -------------------- | ------------- | ------------- | ------------- | ------ | ------ | ------ |
| 1997–98                    | «Леганес»                  | СД                         | 28        | 3         | КІ                 | 2                  | 1                  | -                    | -                    | -                    | -             | -             | -             | 30     | 4      |        |
| 1998-січ. 1999             | «Реал Мадрид»              | ПД                         | 1         | 0         | КІ                 | 0                  | 0                  | ЛЧ                   | 0                    | 0                    | СУ+МКК        | 0             | 0             | 1      | 0      |        |
| січ.-черв. 1999            | «Еспаньйол»                | ПД                         | 0         | 0         | КІ                 | 1                  | 0                  | -                    | -                    | -                    | -             | -             | -             | 1      | 0      |        |
| 1999-січ. 2000             | «Реал Мадрид»              | ПД                         | 2         | 0         | КІ                 | 0                  | 0                  | ЛЧ                   | 3                    | 0                    | КЧС           | 1             | 0             | 6      | 0      |        |
| Усього за «Реал Мадрид»    | Усього за «Реал Мадрид»    | Усього за «Реал Мадрид»    | 3         | 0         |                    | 0                  | 0                  |                      | 3                    | 0                    |               | 1             | 0             | 7      | 0      |        |
| січ.-черв. 2000            | «Мальорка»                 | ПД                         | 13        | 6         | КІ                 | 0                  | 0                  | -                    | -                    | -                    | -             | -             | -             | 13     | 6      |        |
| 2000–01                    | «Мальорка»                 | ПД                         | 28        | 11        | КІ                 | 5                  | 2                  | -                    | -                    | -                    | -             | -             | -             | 33     | 13     |        |
| 2001–02                    | «Мальорка»                 | ПД                         | 30        | 6         | КІ                 | 1                  | 1                  | ЛЧ+КУЄФА             | 7+2                  | 2+1                  | -             | -             | -             | 40     | 10     |        |
| 2002–03                    | «Мальорка»                 | ПД                         | 30        | 14        | КІ                 | 6                  | 5                  | -                    | -                    | -                    | -             | -             | -             | 36     | 19     |        |
| 2003–04                    | «Мальорка»                 | ПД                         | 32        | 17        | КІ                 | 2                  | 0                  | КУЄФА                | 7                    | 4                    | СІ            | 2             | 1             | 43     | 22     |        |
| Усього за «Мальорку»       | Усього за «Мальорку»       | Усього за «Мальорку»       | 133       | 54        |                    | 14                 | 8                  |                      | 16                   | 7                    |               | 2             | 1             | 165    | 70     |        |
| 2004–05                    | «Барселона»                | ПД                         | 37        | 24        | КІ                 | 1                  | 0                  | ЛЧ                   | 7                    | 4                    | -             | -             | -             | 45     | 28     |        |
| 2005–06                    | «Барселона»                | ПД                         | 34        | 26        | КІ                 | 0                  | 0                  | ЛЧ                   | 11                   | 6                    | СІ            | 2             | 2             | 47     | 34     |        |
| 2006–07                    | «Барселона»                | ПД                         | 19        | 11        | КІ                 | 2                  | 1                  | ЛЧ                   | 3                    | 1                    | СІ+СУ         | 2+1           | 0             | 27     | 13     |        |
| 2007–08                    | «Барселона»                | ПД                         | 18        | 16        | КІ                 | 3                  | 1                  | ЛЧ                   | 7                    | 1                    | -             | -             | -             | 28     | 18     |        |
| 2008–09                    | «Барселона»                | ПД                         | 36        | 30        | КІ                 | 4                  | 0                  | ЛЧ                   | 12                   | 6                    | -             | -             | -             | 52     | 36     |        |
| Усього за «Барселону»      | Усього за «Барселону»      | Усього за «Барселону»      | 144       | 107       |                    | 10                 | 2                  |                      | 40                   | 18                   |               | 5             | 2             | 199    | 129    |        |
| 2009–10                    | «Інтернаціонале»           | A                          | 32        | 12        | КІ                 | 2                  | 1                  | ЛЧ                   | 13                   | 2                    | СІ            | 1             | 1             | 48     | 16     |        |
| 2010–11                    | «Інтернаціонале»           | A                          | 35        | 21        | КІ                 | 4                  | 5                  | ЛЧ                   | 10                   | 8                    | СІ+СУ+КЧС     | 1+1+2         | 2+0+1         | 53     | 37     |        |
| серп. 2011                 | «Інтернаціонале»           | A                          | 0         | 0         | КІ                 | 0                  | 0                  | ЛЧ                   | 0                    | 0                    | СІ            | 1             | 0             | 1      | 0      |        |
| Усього за «Інтернаціонале» | Усього за «Інтернаціонале» | Усього за «Інтернаціонале» | 67        | 33        |                    | 6                  | 6                  |                      | 23                   | 10                   |               | 6             | 4             | 102    | 53     |        |
| серп. 2011–12              | «Анжі»                     | ПЛ                         | 22        | 13        | КР                 | 1                  | 0                  | -                    | -                    | -                    | -             | -             | -             | 23     | 13     |        |
| 2012–13                    | «Анжі»                     | ПЛ                         | 25        | 10        | КР                 | 3                  | 2                  | ЛЄ                   | 16                   | 9                    | -             | -             | -             | 44     | 21     |        |
| серп. 2013                 | «Анжі»                     | ПЛ                         | 6         | 2         | КР                 | 0                  | 0                  | ЛЄ                   | 0                    | 0                    | -             | -             | -             | 6      | 2      |        |
| Усього за «Анжі»           | Усього за «Анжі»           | Усього за «Анжі»           | 53        | 25        |                    | 4                  | 2                  |                      | 16                   | 9                    |               | -             | -             | 73     | 36     |        |
| серп. 2013–14              | «Челсі»                    | ПЛ                         | 21        | 9         | КА+КЛ              | 3+2                | 0                  | ЛЧ                   | 9                    | 3                    | СУ            | 0             | 0             | 35     | 12     |        |
| 2014-січ. 2015             | «Евертон»                  | ПЛ                         | 14        | 3         | КА+КЛ              | 1+1                | 0                  | ЛЄ                   | 4                    | 1                    | -             | -             | -             | 20     | 4      |        |
| січ.-черв. 2015            | «Сампдорія»                | A                          | 18        | 2         | КІ                 | 0                  | 0                  | -                    | -                    | -                    | -             | -             | -             | 18     | 2      |        |
| 2015–16                    | «Антальяспор»              | СЛ                         | 31        | 20        | КТ                 | 1                  | 0                  | -                    | -                    | -                    | -             | -             | -             | 32     | 20     |        |
| 2016–17                    | «Антальяспор»              | СЛ                         | 30        | 18        | КТ                 | 0                  | 0                  | -                    | -                    | -                    | -             | -             | -             | 30     | 18     |        |
| 2017-січ. 2018             | «Антальяспор»              | СЛ                         | 15        | 6         | КТ                 | 0                  | 0                  | -                    | -                    | -                    | -             | -             | -             | 15     | 6      |        |
| Усього за «Антальяспор»    | Усього за «Антальяспор»    | Усього за «Антальяспор»    | 76        | 44        |                    | 1                  | 0                  |                      | -                    | -                    |               | -             | -             | 77     | 44     |        |
| січ.-черв. 2018            | «Коньяспор»                | СЛ                         | 12        | 6         | КТ                 | 1                  | 0                  | ЛЄ                   | 0                    | 0                    | -             | -             | -             | 13     | 6      |        |
| 2018–19                    | «Катар СК»                 | ЛЗК                        | 17        | 6         | КК                 | 3                  | 3                  | -                    | -                    | -                    | -             | -             | -             | 20     | 9      |        |
| Усього за кар'єру          | Усього за кар'єру          | Усього за кар'єру          | 586       | 293       |                    | 48                 | 22                 |                      | 111                  | 48                   |               | 14            | 7             | 759    | 370    |        |

### Статистика виступів за збірну
| Дата       | Місто          | Господарі          | Результат                 | Гості             | Турнір                                      | Голи | Примітки  |
| ---------- | -------------- | ------------------ | ------------------------- | ----------------- | ------------------------------------------- | ---- | --------- |
| 9-3-1997   | Сан-Хосе       | Коста-Рика         | 5 – 0                     | Камерун           | товариський матч                            | -    |           |
| 7-8-1997   | Туніс (місто)  | Нігерія            | 1 – 0                     | Камерун           | Кубок LG 1997                               | -    | 74'       |
| 9-8-1997   | Туніс (місто)  | Камерун            | 3 – 3 (4 – 3 п.п.)        | Замбія            | Кубок LG 1997                               | -    | 63'       |
| 27-5-1998  | Арнем          | Нідерланди         | 0 – 0                     | Камерун           | товариський матч                            | -    | 86'       |
| 31-5-1998  | Люксембург     | Люксембург         | 0 – 2                     | Камерун           | товариський матч                            | -    | 46'       |
| 5-6-1998   | Копенгаген     | Данія              | 1 – 2                     | Камерун           | товариський матч                            | -    | 87'       |
| 17-6-1998  | Монпельє       | Італія             | 3 – 0                     | Камерун           | ЧС 1998 - 1-й етап                          | -    | 66'       |
| 4-10-1998  | Дуала          | Камерун            | 1 – 3                     | Гана              | Відбір до Кубка африканських націй 2000     | -    |           |
| 23-1-1999  | Асмера         | Еритрея            | 0 – 0                     | Камерун           | Відбір до Кубка африканських націй 2000     | -    | 67'       |
| 11-1-2000  | Уагадугу       | Буркіна-Фасо       | 2 – 2                     | Камерун           | товариський матч                            | -    |           |
| 13-1-2000  | Дакар          | Сенегал            | 0 – 0                     | Камерун           | товариський матч                            | -    |           |
| 22-1-2000  | Тамале (місто) | Гана               | 1 – 1                     | Камерун           | Кубок африканських націй 2000 - 1-й етап    | -    | 80'       |
| 28-1-2000  | Тамале (місто) | Камерун            | 3 – 0                     | Кот-д'Івуар       | Кубок африканських націй 2000 - 1-й етап    | 1    | 46'       |
| 6-2-2000   | Тамале (місто) | Камерун            | 2 – 1                     | Алжир             | Кубок африканських націй 2000 - чвертьфінал | 1    | 46'       |
| 10-2-2000  | Тамале (місто) | Камерун            | 3 – 0                     | Туніс             | Кубок африканських націй 2000 - півфінал    | 1    |           |
| 13-2-2000  | Лагос          | Нігерія            | 2 – 2 д.ч. (3 – 4 п.п.)   | Камерун           | Кубок африканських націй 2000 - Фінал       | 1    | 72'       |
| 19-4-2000  | Яунде          | Камерун            | 3 – 0                     | Сомалі            | Відбір до ЧС 2002                           | 1    | 85'       |
| 4-10-2000  | Сен-Дені       | Франція            | 1 – 1                     | Камерун           | товариський матч                            | -    | 82'       |
| 25-1-2001  | Порто-Ново     | Бенін              | 1 – 3                     | Камерун           | товариський матч                            | -    |           |
| 28-1-2001  | Ломе           | Того               | 0 – 2                     | Камерун           | Відбір до ЧС 2002                           | 1    | 83'       |
| 25-2-2001  | Яунде          | Камерун            | 1 – 0                     | Замбія            | Відбір до ЧС 2002                           | -    | 69'       |
| 22-4-2001  | Яунде          | Камерун            | 1 – 0                     | Лівія             | Відбір до ЧС 2002                           | -    |           |
| 31-5-2001  | Касіма         | Бразилія           | 2 – 0                     | Камерун           | Кубок Конфедерацій                          | -    | 58'       |
| 2-6-2001   | Ніїґата        | Японія             | 2 – 0                     | Камерун           | Кубок Конфедерацій                          | -    |           |
| 4-6-2001   | Ніїґата        | Камерун            | 2 – 0                     | Канада            | Кубок Конфедерацій                          | -    | 53'       |
| 1-7-2001   | Яунде          | Камерун            | 2 – 0                     | Того              | Відбір до ЧС 2002                           | 1    |           |
| 14-11-2001 | Познань        | Польща             | 0 – 0                     | Камерун           | товариський матч                            | -    | 87'       |
| 7-1-2002   | Уагадугу       | Буркіна-Фасо       | 1 – 3                     | Камерун           | товариський матч                            | 1    | 46'       |
| 20-1-2002  | Сікассо        | Камерун            | 1 – 0                     | ДР Конго          | Кубок африканських націй 2002 - 1-й етап    | -    | 90'       |
| 25-1-2002  | Сікассо        | Камерун            | 1 – 0                     | Кот-д'Івуар       | Кубок африканських націй 2002 - 1-й етап    | -    |           |
| 29-1-2002  | Сікассо        | Камерун            | 3 – 0                     | Того              | Кубок африканських націй 2002 - 1-й етап    | 1    |           |
| 4-2-2002   | Сікассо        | Камерун            | 1 – 0                     | Єгипет            | Кубок африканських націй 2002 - чвертьфінал | -    | 90'       |
| 7-2-2002   | Бамако         | Малі               | 0 – 3                     | Камерун           | Кубок африканських націй 2002 - півфінал    | -    | 90'       |
| 10-2-2002  | Бамако         | Камерун            | 0 – 0 д.ч. (3 – 2 п.п.)   | Сенегал           | Кубок африканських націй 2002 - Фінал       | -    | 62'       |
| 27-3-2002  | Женева         | Аргентина          | 2 – 2                     | Камерун           | товариський матч                            | 1    |           |
| 17-4-2002  | Відень         | Австрія            | 0 – 0                     | Камерун           | товариський матч                            | -    | 85'       |
| 26-5-2002  | Кобе           | Англія             | 2 – 2                     | Камерун           | товариський матч                            | 1    | 58'       |
| 1-6-2002   | Ніїґата        | Камерун            | 1 – 1                     | Ірландія          | ЧС 2002 - 1-й етап                          | -    |           |
| 6-6-2002   | Сайтама        | Камерун            | 1 – 0                     | Саудівська Аравія | ЧС 2002 - 1-й етап                          | 1    |           |
| 11-6-2002  | Сідзуока       | Камерун            | 0 – 2                     | Німеччина         | ЧС 2002 - 1-й етап                          | -    |           |
| 11-2-2003  | Шатору         | Кот-д'Івуар        | 3 – 0                     | Камерун           | товариський матч                            | -    | 90'       |
| 27-3-2003  | Радес          | Камерун            | 2 – 0                     | Мадагаскар        | товариський матч                            | 1    |           |
| 30-3-2003  | Радес          | Туніс              | 1 – 0                     | Камерун           | товариський матч                            | -    |           |
| 19-6-2003  | Сен-Дені       | Бразилія           | 0 – 1                     | Камерун           | Кубок Конфедерацій                          | 1    | 90'       |
| 21-6-2003  | Сен-Дені       | Камерун            | 1 – 0                     | Туреччина         | Кубок Конфедерацій                          | -    |           |
| 23-6-2003  | Сен-Дені       | Камерун            | 0 – 0                     | США               | Кубок Конфедерацій                          | -    | 75'       |
| 29-6-2003  | Сен-Дені       | Камерун            | 0 – 1 д.ч.                | Франція           | Кубок Конфедерацій                          | -    | 67'       |
| 25-1-2004  | Сус            | Камерун            | 1 – 1                     | Алжир             | Кубок африканських націй 2004 - 1-й етап    | -    |           |
| 29-1-2004  | Сфакс          | Камерун            | 5 – 3                     | Зімбабве          | Кубок африканських націй 2004 - 1-й етап    | -    |           |
| 3-2-2004   | Монастір       | Камерун            | 0 – 0                     | Єгипет            | Кубок африканських націй 2004 - 1-й етап    | -    | 82'       |
| 8-2-2004   | Монастір       | Камерун            | 1 – 2                     | Нігерія           | Кубок африканських націй 2004 - чвертьфінал | 1    |           |
| 6-6-2004   | Яунде          | Камерун            | 2 – 1                     | Бенін             | Відбір до ЧС 2006                           | 1    | 33'       |
| 18-6-2004  | Місурата       | Лівія              | 0 – 1                     | Камерун           | Відбір до ЧС 2006                           | -    |           |
| 4-7-2004   | Яунде          | Камерун            | 2 – 0                     | Кот-д'Івуар       | Відбір до ЧС 2006                           | 1    |           |
| 5-9-2004   | Каїр           | Єгипет             | 3 – 2                     | Камерун           | Відбір до ЧС 2006                           | 1    |           |
| 17-11-2004 | Лейпциг        | Німеччина          | 3 – 0                     | Камерун           | товариський матч                            | -    | 73' 89'   |
| 9-2-2005   | Кретей         | Камерун            | 1 – 0                     | Сенегал           | товариський матч                            | -    | 90'       |
| 27-3-2005  | Яунде          | Камерун            | 2 – 1                     | Судан             | Відбір до ЧС 2006                           | -    |           |
| 4-6-2005   | Котону         | Бенін              | 1 – 4                     | Камерун           | Відбір до ЧС 2006                           | 1    | 76'       |
| 19-6-2005  | Яунде          | Камерун            | 1 – 0                     | Лівія             | Відбір до ЧС 2006                           | -    |           |
| 4-9-2005   | Абіджан        | Кот-д'Івуар        | 2 – 3                     | Камерун           | Відбір до ЧС 2006                           | -    |           |
| 8-10-2005  | Яунде          | Камерун            | 1 – 1                     | Єгипет            | Відбір до ЧС 2006                           | -    |           |
| 21-1-2006  | Каїр           | Камерун            | 3 – 1                     | Ангола            | Кубок африканських націй 2006 - 1-й етап    | 3    | 89'       |
| 25-1-2006  | Каїр           | Камерун            | 2 – 0                     | Того              | Кубок африканських націй 2006 - 1-й етап    | 1    |           |
| 29-1-2006  | Каїр           | Камерун            | 2 – 0                     | ДР Конго          | Кубок африканських націй 2006 - 1-й етап    | 1    |           |
| 4-2-2006   | Каїр           | Камерун            | 0 – 0 д.ч. (11 – 12 п.п.) | Кот-д'Івуар       | Кубок африканських націй 2006 - чвертьфінал | -    |           |
| 3-9-2006   | Кігалі         | Руанда             | 0 – 3                     | Камерун           | Відбір до Кубка африканських націй 2008     | -    |           |
| 24-3-2007  | Яунде          | Камерун            | 3 – 1                     | Ліберія           | Відбір до Кубка африканських націй 2008     | -    | 60'       |
| 3-6-2007   | Монровія       | Ліберія            | 1 – 2                     | Камерун           | Відбір до Кубка африканських націй 2008     | 1    |           |
| 22-8-2007  | Ойта           | Японія             | 2 – 0                     | Камерун           | Кубок Kirin                                 | -    |           |
| 22-1-2008  | Кумасі         | Єгипет             | 4 – 2                     | Камерун           | Кубок африканських націй 2008 - 1-й етап    | 2    |           |
| 26-1-2008  | Кумасі         | Камерун            | 5 – 1                     | Замбія            | Кубок африканських націй 2008 - 1-й етап    | 1    |           |
| 30-1-2008  | Тамале (місто) | Камерун            | 3 – 0                     | Судан             | Кубок африканських націй 2008 - 1-й етап    | 2    |           |
| 4-2-2008   | Тамале (місто) | Туніс              | 2 – 3 д.ч.                | Камерун           | Кубок африканських націй 2008 - чвертьфінал | -    |           |
| 7-2-2008   | Аккра          | Гана               | 0 – 1                     | Камерун           | Кубок африканських націй 2008 - півфінал    | -    |           |
| 10-2-2008  | Аккра          | Камерун            | 0 – 1                     | Єгипет            | Кубок африканських націй 2008 - Фінал       | -    |           |
| 31-5-2008  | Яунде          | Камерун            | 2 – 0                     | Кабо-Верде        | Відбір до ЧС 2010                           | 1    |           |
| 8-6-2008   | Кьюрпайп       | Маврикій           | 0 – 0                     | Камерун           | Відбір до ЧС 2010                           | 1    | 52' - 68' |
| 14-6-2008  | Дар-ес-Салам   | Танзанія           | 0 – 0                     | Камерун           | Відбір до ЧС 2010                           | -    |           |
| 21-6-2008  | Яунде          | Камерун            | 2 – 1                     | Танзанія          | Відбір до ЧС 2010                           | 2    | 89'       |
| 11-10-2008 | Яунде          | Камерун            | 5 – 0                     | Маврикій          | Відбір до ЧС 2010                           | 2    |           |
| 11-2-2009  | Бондуфль       | Камерун            | 3 – 1                     | Гвінея            | товариський матч                            | 2    |           |
| 28-3-2009  | Аккра          | Того               | 1 – 0                     | Камерун           | Відбір до ЧС 2010                           | -    |           |
| 7-6-2009   | Яунде          | Камерун            | 0 – 0                     | Марокко           | Відбір до ЧС 2010                           | -    |           |
| 13-6-2009  | Абіджан        | Кот-д'Івуар        | 2 – 1                     | Камерун           | товариський матч                            | -    |           |
| 12-8-2009  | Клагенфурт     | Австрія            | 0 – 2                     | Камерун           | товариський матч                            | -    | 65'       |
| 5-9-2009   | Лібревіль      | Габон              | 0 – 2                     | Камерун           | Відбір до ЧС 2010                           | 1    |           |
| 9-9-2009   | Яунде          | Камерун            | 2 – 1                     | Габон             | Відбір до ЧС 2010                           | 1    |           |
| 10-10-2009 | Яунде          | Камерун            | 3 – 0                     | Того              | Відбір до ЧС 2010                           | -    |           |
| 14-11-2009 | Фес            | Марокко            | 0 – 2                     | Камерун           | Відбір до ЧС 2010                           | 1    |           |
| 13-1-2010  | Лубанго        | Камерун            | 0 – 1                     | Габон             | Кубок африканських націй 2010 - 1-й етап    | -    |           |
| 17-1-2010  | Лубанго        | Камерун            | 3 – 2                     | Замбія            | Кубок африканських націй 2010 - 1-й етап    | 1    |           |
| 21-1-2010  | Лубанго        | Камерун            | 2 – 2                     | Туніс             | Кубок африканських націй 2010 - 1-й етап    | 1    | 68'       |
| 25-1-2010  | Бенгела        | Єгипет             | 3 – 1 д.ч.                | Камерун           | Кубок африканських націй 2010 - чвертьфінал | -    |           |
| 3-3-2010   | Монако         | Італія             | 0 – 0                     | Камерун           | товариський матч                            | -    |           |
| 1-6-2010   | Ковілян        | Португалія         | 3 – 1                     | Камерун           | товариський матч                            | -    | 32'       |
| 14-6-2010  | Блумфонтейн    | Японія             | 1 – 0                     | Камерун           | ЧС 2010 - 1-й етап                          | -    |           |
| 19-6-2010  | Преторія       | Камерун            | 1 – 2                     | Данія             | ЧС 2010 - 1-й етап                          | 1    |           |
| 24-6-2010  | Кейптаун       | Камерун            | 1 – 2                     | Нідерланди        | ЧС 2010 - 1-й етап                          | 1    |           |
| 11-8-2010  | Щецин          | Польща             | 0 – 3                     | Камерун           | товариський матч                            | 2    | 80'       |
| 4-9-2010   | Кьюрпайп       | Маврикій           | 1 – 3                     | Камерун           | Відбір до Кубка африканських націй 2012     | 2    |           |
| 9-10-2010  | Гаруа          | Камерун            | 1 – 1                     | ДР Конго          | Відбір до Кубка африканських націй 2012     | -    |           |
| 9-2-2011   | Скоп'є         | Північна Македонія | 0 – 1                     | Камерун           | товариський матч                            | -    | 53'       |
| 26-3-2011  | Дакар          | Сенегал            | 1 – 0                     | Камерун           | Відбір до Кубка африканських націй 2012     | -    |           |
| 4-6-2011   | Гаруа          | Камерун            | 0 – 0                     | Сенегал           | Відбір до Кубка африканських націй 2012     | -    |           |
| 7-6-2011   | Зальцбург      | Росія              | 0 – 0                     | Камерун           | товариський матч                            | -    | 46'       |
| 3-9-2011   | Яунде          | Камерун            | 5 – 0                     | Маврикій          | Відбір до Кубка африканських націй 2012     | 1    | 86'       |
| 7-10-2011  | Кіншаса        | ДР Конго           | 2 – 3                     | Камерун           | Відбір до Кубка африканських націй 2012     | 1    | 80'       |
| 11-11-2011 | Марракеш       | Камерун            | 3 – 1                     | Судан             | Кубок LG 2011                               | 1    |           |
| 13-11-2011 | Марракеш       | Марокко            | 1 – 1 (2 – 4 п.п.)        | Камерун           | Кубок LG 2011                               | 1    |           |
| 14-10-2012 | Яунде          | Камерун            | 2 – 1                     | Кабо-Верде        | Відбір до Кубка африканських націй 2013     | -    |           |
| 14-11-2012 | Женева         | Албанія            | 0 – 0                     | Камерун           | товариський матч                            | -    |           |
| 23-3-2013  | Яунде          | Камерун            | 2 – 1                     | Того              | Відбір до ЧС 2014                           | 2    | 83' 85'   |
| 8-9-2013   | Яунде          | Камерун            | 1 – 0                     | Лівія             | Відбір до ЧС 2014                           | -    | 60'       |
| 13-10-2013 | Радес          | Туніс              | 0 – 0                     | Камерун           | Відбір до ЧС 2014                           | -    | 90'       |
| 17-11-2013 | Яунде          | Камерун            | 4 – 1                     | Туніс             | Відбір до ЧС 2014                           | -    |           |
| 5-3-2014   | Лейрія         | Португалія         | 5 – 1                     | Камерун           | товариський матч                            | -    |           |
| 1-6-2014   | Менхенгладбах  | Німеччина          | 2 – 2                     | Камерун           | товариський матч                            | 1    | 90+2'     |
| 13-6-2014  | Натал          | Мексика            | 1 – 0                     | Камерун           | ЧС 2014 - 1-й етап                          | -    |           |
| Усього     |                | Матчів (2 місце)   | 118                       |                   | Голів (1 місце)                             | 56   |           |

## Досягнення
| «Реал Мадрид» - Володар Міжконтинентального кубку: 1998 «Мальорка» - Володар Кубку Іспанії: 2002-03 «Барселона» - Чемпіон Іспанії: 2005, 2006, 2009 - Володар Кубку Іспанії: 2008-09 - Володар Суперкубку Іспанії: 2005, 2006 - Переможець Ліги чемпіонів УЄФА: 2005-06, 2008-09 «Інтернаціонале» - Чемпіон Італії: 2009-10 - Володар Кубку Італії: 2009-10, 2010-11 - Переможець Ліги чемпіонів УЄФА: 2010 - Володар Суперкубку Італії: 2010 - Переможець Клубного чемпіонату світу з футболу: 2010 | Збірна Камеруну - Олімпійський чемпіон: 2000 - Володар Кубку африканських націй: 2000, 2002 - Фіналіст Кубку Конфедерацій: 2003 - Фіналіст Кубку африканських націй: 2008 - Найкращий молодий гравець року (1): 2000 - Африканський футболіст року (4): 2003, 2004, 2005, 2010 - Найкращий бомбардир чемпіонату Іспанії (1): 2005/06 (26 м'ячів) - Включений в команду року за версією ECM (4): 2005, 2006, 2009, 2011 - Включений в збірну світу за версією FIFPro (2): 2005, 2006 - Включений в команду року за версією УЄФА (2): 2005, 2006 - Клубні футбольні нагороди УЄФА (1): найкращий нападник 2006 - Найкращий бомбардир Кубку африканських націй (2): 2006, 2008 - Володар «Золотого м'яча» клубного чемпіонату світу з футболу (1): 2010 - Включений в список 33 кращих футболістів чемпіонату Росії з футболу (2): № 2 (2012), № 1 (2013) |

## Кар'єра футбольного функціонера
11 грудня 2021 року був обраний президентом Камерунської федерації футболу. 
У 2022 Самуель Ето'о опинився в епіцентрі гучного скандалу на мундіалі в Катарі. Він напав на блогера після матчу 1/8 фіналу ЧС-2022 між збірними Бразилії та Південної Кореї.

## Сім'я
Батько працює на посаді економіста, мати — менеджер. Має трьох сестер і двох молодших братів (старшого Давіда та Етьєна Ето'о, які також є професійними футболістами).